# Leitsymptom
Leitsymptom (auch Kardinalsymptom oder Kernsymptom) ist ein Begriff aus der Medizin und der Psychopathologie. Er steht für das bedeutsamste Zeichen einer bestimmten Erkrankung oder Verletzung, welches dem Arzt oder Psychotherapeut als Orientierungshilfe bei der Diagnosefindung  dient.

## Auftreten
Das Leitsymptom stellt manchmal die Hauptbeschwerde des Patienten dar, beispielsweise 
- ein plötzlich einsetzendes, schmerzhaftes Engegefühl in der Brust beim Herzinfarkt oder
- Schmerzen im rechten Unterbauch bei Blinddarmentzündung.

Es kann auch ein Krankheitszeichen sein, das vom Patienten selber nicht erkannt wird, beispielsweise
- zunehmende Vergesslichkeit bei der Alzheimerschen Krankheit oder
- Abkapselung von der Außenwelt mit ausgeprägter Angst vor Veränderungen beim Autismus.

## Bedeutung im klinischen Alltag
Der Begriff Leitsymptom weist auf dessen besondere Bedeutung für den Arzt und Psychotherapeuten hin: Es leitet ihn durch den Prozess der Klassifizierung von Symptomkombinationen, möglichst bis zum angestrebten Ziel, der Diagnose oder einer diagnosenahen Zuordnung. Manche Lehrbücher – insbesondere der Notfallmedizin und der Allgemeinmedizin – sind nach Leitsymptomen anstelle von Krankheitsbildern gegliedert, weil dies der Arbeitsweise der Ärzte auf diesen Gebieten am nächsten kommt. 
Hinter einem Leitsymptom, wie zum Beispiel Atemnot, können verschiedene Ursachen stecken. Durch Erkennen und Beurteilen in Kombination vorliegender Befunde, die der Arzt im Zuge der Befragung des Patienten und der körperlichen Untersuchung erhält, kann die Diagnose weiter eingegrenzt werden:
- Eine Veranlagung für Allergien legt asthmatische Beschwerden als Erklärung nahe.
- Schüttelfrost wäre typisch für Grippe oder eine Lungenentzündung.
- Verletzungen im Brustbereich, Zeichen einer Rippenfraktur und Nebenluftgeräusche deuten auf eine Lungenperforation hin.